# Ђорђе Обреновић
Милан Ђорђе Обреновић (Београд, 1889  / март 1890  — Дунабогдањ, код Будимпеште, 7. септембар 1925) рођен као Обрен Христић, био је ванбрачни син краља Милана Обреновића и његове грчке љубавнице Артемизе Христић (рођене Јоанидес). Након Мајског преврата и убиства његовог полубрата Краља Александра Обреновића 1903. године, Ђорђе је постао претендент на српски престо супротстављајући се новом Краљу Петру I Карађорђевићу.

## Рођење и порекло
Иако је познат као Ђорђе Обреновић, рођен је у Београду као Обрен Христић. Краљ Милан га је признао за сина, рођењем је добио име Обрен да би подвукао своје сродство са владајућом династијом Обреновић. Супруг Ђорђеве мајке био је Милан Христић, краљев приватни секретар и син српског државника Филипа Христића .
Веза између његових родитеља и чињенице да је његова мајка живела у Краљевском двору изазвала је велики скандал и резултирала одласком краљице Наталије из Београда са сином престолонаследником Александром за Висбаден у Немачком царству. Муж његове мајке је накнадно смењен са положаја приватног секретара и послат у иностранство као српски министар у Берлин под условом да његова супруга остане у Београду. Ово именовање је пропало, међутим, након што је Берлински двор јасно ставио до знања да је непожељан, па је уместо тога послан у Рим. Иако је краљ Милан дао писмено обећање за Артемисију, његовим покушајима да се разведе од краљице Наталије успротивио се Михаило, београдски митрополит.
На крају су оба Ђорђева родитеља обезбедила разводе од својих супружника. Пет месеци након развода, 6. марта 1889. године, краљ Милан је абдицирао са српског престола разљутивши Ђорђеву мајку. Након што се на крају уморила од захтева бившег краља Милана за новцем од ње, Артемиса је одвела Ђорђа да живи у Цариград, где је живео њен отац и стекао значајно богатство прво као пејзажни баштован и архитекта код османског султана, а касније у банкарству. Тада је бивши краљ Милан раскинуо брачно обећање и уместо тога обратио се српској влади за финансијску помоћ  а на крају се чак помирио са бившом супругом краљицом Наталијом 8. марта 1893.

## Српски претендент
Прекидом односа његових родитеља, Ђорђева мајка га је одгајала у привилегованом окружењу у Цариграду. После смрти његовог оца у егзилу у Бечу 1901. године, Ђорђев живот се променио. Неки од пријатеља његовог покојног оца који су били згрожени односом његовог полубрата краља Александра према краљу Милану заинтересовали су се за њега као за могућег кандидата за српски престо. Један пријатељ, мађарски гроф Еуген Зицхи, преузео је улогу његовог старатеља. Гроф Еуген се генерално односио према њему као према сопственом сину и покушао је да добије сагласност цара Франца Јозефа да упише Ђорђа на Терезијску војну академију. Међутим, како у Бечу на његове претензије на српски престо нису гледали благо, цар је одбио да дозволи његов упис.
Иако је био син Краља Милана и поред тога што су његов полубрат и његова супруга краљица Драга били без наследника, Ђорђа његов полубрат није видео као могућег наследника престола. Уместо тога, за наследника се говорило да су могући избори краљицин брат Никодије Луњевица и црногорски принц Мирко, који је био ожењен Наталијом Константиновић (унуком принцезе Анке Обреновић). 
После убиства његовог полубрата краља Александра и његове супруге краљице Драге 1903. године, престо Србије је понуђен принцу Петру Карађорђевићу чија је породица деценијама била у сукобу са династијом Обреновић. Као једини мушки потомак Обреновићевих, Ђорђев старатељ гроф Еуген тврдио је да га је отац краљ Милан легално усвојио и као такав је био довољан да га легитимише, као и његове претензије и учини га наследником оца и полу брата. Ђорђе је имао подршку у Србији након регицида са својим присталицама које су објављивале прокламације у Београду и бориле се са присталицама новоизабраног краља Петера Карађорђевића. Иако су постојали извештаји да су Ђорђе и његова мајка прешли у Србију, ништа се од тога није догодило а османски султан је саветовао мајку да га треба склонити са улице због страха да ће бити атентат.
Три године након смрти свог полубрата и ступања краља Петра Карађорђевића, 1906. године, Ђорђе је неуспешно покушао да постане српски краљ. У јуну, током студија у Клаусенбургу, Мађарска, спор у кафићу довео је до двобоја са мачевима између Ђорђа и једног студента. Иако је преживео, задобио је тешке повреде главе, рамена и груди. Додатни ударац претрпео је крајем те године када је његов старатељ гроф Еуген Зицхи умро другог дана Божића, остављајући Ђорђу мало наследства јер је сопственим новцем подржао своје његове претензије на трон јер му краљ Милан није ништа оставио.  Имао је среће јер је имао велико наследство којем се могао радовати од свог деде у Цариграду.

## Пад у непознаницу
Након повратка у Истанбул, фебруара 1907. године, Ђорђе је преживео покушај атентата. Нападач је бодежом покушао да га убоде у груди, али је Ђорђу нанео само огреботину због дебеле књиге коју је Ђорђе имао у џепу. Пет месеци касније, јула 1907. године, испред америчке амбасаде у Цариграду је експлодирала бомба. Пошто је Ђорђе живео у кући поред амбасаде, пронела се вест да је реч о покушају атентата агената краља Петра Карађорђевића. Поједини часописи су посумњали у ово објашњење бомбашког напада и сматрали да је експлозија била покушај да се Ђорђе задржи у очима јавности. Следећег месеца је објављено да је покушао да си изврши самоубиство након што су му османске власти одбиле захтев за промену презимена у Обреновић. Истрага бомбашког напада је закључила да је Ђорђе са̂м поставио бомбу са намером да исценира покушај атентата, што је довело до протеривања из Турске. Овај инцидент га је коштао и наследства његовог деде који је био бесан због поступака свога унука и избацио га је из тестамента. Деда је умро касније те године пре него што је икад могло доћи до било какве шансе за помирење.
Прогнат из Турске, Ђорђе се упутио у Париз, а након тога у Аустроугарску где је добио одређену подршку пријатеља свог покојног оца, који су видели Ђорђев потенцијал да једног дана ступи на српски престо. Да би унапредили његову финансијску ситуацију, ти пријатељи су покушавали да нађу богату супругу за Ђорђа, из Аустроугарске или Америке. Након престанка подршке, нестао је из јавног мнења, путујући по Европи и западајући у дугове. На крају је пао у релативно сиромаштво и покушао да преживи радећи разне послове. Након што му је покушај рада у аустроугарским државним министарствима пропао због недостатка квалификација, радио је на разним пословима, попут рада у шталама и професионалним џокејством, пре него што се окушао у певању у кафанама и у глуми, све док га полиција није приморала да напусти ту каријеру због чињенице да се представљао као принц. Затим је наставио да ради као конобар и портир у вагонима за спавање у Ориент Екпрессу. Његово име се поново појавило у вези са његовим старим претензијама током Првог светског рата када је јануара 1916. лажно пријављено да су га Немци и Аустроугари прогласили краљем Србије.
Ђорђе је пред крај живота написао једну књигу о животу свога оца, краља Милана, али књига је била забрањена од стране српске владе. Умро је без пара у Дунабогдању код Будимпеште у мађарском сиротињском свратишту 7. септембра 1925. године.

## Потомци
Према чланку Вечерњих новости из 2003. године, Ђорђе је имао сина Стефана који је био капетан коњице у француској војсци. Стефан је имао сина по имену Панта (Панка) Обреновић (познат и као Марк Еме) који је био председник „Фонда Обреновић“ до своје смрти у Паризу почетком 2002.